# 山県市立大桑小学校
山県市立大桑小学校（やまがたしりつ おおがしょうがっこう）は、岐阜県山県市にある公立小学校。

## 沿革
- 1873年（明治6年） - 開龍舎[注釈 1][注釈 2]が開校。伊佐美村、椎倉村、赤尾村、大桑村の児童が通学。同年、大桑村が開龍舎から離脱し、涵養義校を開校[注釈 3]。
- 1886年（明治19年） - 第六学区小学校に改称する。
- 1887年（明治20年） - 大桑尋常小学校に改称する。
- 1901年（明治34年） - 大桑尋常高等小学校に改称する。
- 1905年（明治38年） - 農業補習学校を併設する。
- 1941年（昭和16年） - 大桑国民学校に改称する。
- 1947年（昭和22年） - 大桑村立大桑小学校に改称する
- 1955年（昭和30年）4月1日 - 高富町、富岡村、梅原村、桜尾村、大桑村が合併し、改めて高富町が発足。同時に高富町立大桑小学校に改称する。
- 2003年（平成15年） - 高富町、伊自良村、美山町が合併し、山県市が発足。同時に山県市立大桑小学校に改称する。

## 通学区域[1]
- 大桑

## 進学先中学校
- 高富中学校